# Le Sphinx a parlé
Pour plus de détails, voir Fiche technique et Distribution.
Le Sphinx a parlé (Friends and Lovers) est un film américain réalisé par Victor Schertzinger, sorti en 1931.

## Synopsis
À Londres, le Capitaine Geoffrey Roberts, un officier britannique, tombe amoureux de la belle Alva Sangrito, dont le mari Victor est en fait un maître-chanteur. La jeune femme se rend compte qu'elle aime réellement Geoffrey et elle essaie de résister au complot ourdi par son mari. Après avoir payé 5 000 £ à Victor, Geoffrey part pour l'Inde où il est affecté à un poste reculé. Peu après son arrivée, Geoffrey est rejoint par le Lieutenant Ned Nichols, un jeune officier. En discutant de leur vie en Angleterre, ils avouent tous deux être toujours amoureux d'une belle femme restée au pays, et ils réalisent bientôt qu'il s'agit de la même, à savoir Alva. Leur amitié en souffre mais lors d'une escarmouche Geoffrey sauve la vie de Ned. Ils décident alors de brûler la photographie d'Alva et se jurent une amitié éternelle. 
Pendant ce temps, en Angleterre, Alva refuse de continuer à servir aux chantages orchestrés par son mari. Victor la bat, mais le majordome, alerté par les cris d'Alva, tire et blesse mortellement Victor. 
Les mois passent, et les deux amis reviennent en permission à Londres. Ils sont invités à une soirée, où ils sont surpris de voir Alva au bras de son fiancé, un aristocrate français. Ned finira par laisser Alva partir avec Geoffrey, en lui assurant que l'amour d'une femme est plus important que l'amitié. 

## Fiche technique
- Titre original : Friends and Lovers
- Titre français : Le Sphinx a parlé
- Réalisation : Victor Schertzinger
- Scénario : Wallace Smith, Jane Murfin, d'après le roman Le sphinx a parlé de Maurice Dekobra
- Décors : Max Rée
- Costumes : Max Rée
- Photographie : J. Roy Hunt
- Son : Hugh McDowell Jr.
- Montage : William Hamilton
- Musique : Victor Schertzinger, Max Steiner
- Production : William LeBaron
- Société de production : RKO Radio Pictures
- Société de distribution : RKO Radio Pictures
- Pays de production :  États-Unis
- Langue originale : anglais
- Format : Noir et blanc  — 35 mm — 1,37:1 — son mono
- Genre : drame
- Durée : 68 minutes
- Dates de sortie : États-Unis : 3 octobre 1931

## Distribution
- Adolphe Menjou : Capitaine Geoffrey Roberts
- Lili Damita : Alva Sangrito
- Laurence Olivier : Lieutenant Ned Nichols
- Erich von Stroheim : Victor Sangrito
- Hugh Herbert : McNellis
- Frederick Kerr : Général Thomas Armstrong
- Blanche Friderici : Lady Alice
- Vadim Uraneff : Ivanoff
- Jean Del Val : Marquis Henri de Pézanne